# Marc Oberweis
Marc Oberweis (* 6. November 1982 in Luxemburg, Luxemburg) ist ein ehemaliger luxemburgischer Fußballspieler und heutiger Trainer.

## Als Spieler

### Verein
Zwischen 2002 und 2017 absolvierte Oberweis für die luxemburgischen Erstligisten F91 Düdelingen, CS Grevenmacher und Jeunesse Esch insgesamt 362 Spielen in der BGL Ligue, gewann dabei vier nationale Titel und beendete seine Karriere. Sieben Monate später wurde jedoch sein Comeback vermeldet und er spielte noch ein halbes Jahr in der zweitklassigen Ehrenpromotion für den FC 72 Erpeldingen. Hier kam er nur auf zwei Einsätze und beendete nach der Saison seine Laufbahn definitiv.

### Nationalmannschaft
Oberweis spielte siebenmal für die luxemburgische Nationalmannschaft. Sein Debüt gab er am 30. März 2005 im Spiel gegen Lettland (Endstand: 0:4), sein letztes Länderspiel absolvierte er am 14. November 2009 in einem Freundschaftsspiel gegen die isländische Nationalmannschaft (Endstand: 1:1). In seinen sieben Länderspielen kassierte Oberweis insgesamt 32 Gegentore. 2013 gab er dann seinen endgültigen Rücktritt aus der Nationalmannschaft bekannt.

### Erfolge
- Luxemburgischer Meister: 2010
- Luxemburgischer Pokalsieger: 2004, 2008, 2013

## Als Trainer
Im Januar 2025 unterschrieb Oberweis dann einen Vertrag als Torwarttrainer des heimischen Erstligisten FC Monnerich.